# Epallage fatime
Epallage fatime är en trollsländeart som först beskrevs av Toussaint de Charpentier 1840.  Epallage fatime ingår i släktet Epallage och familjen Euphaeidae. Inga underarter finns listade i Catalogue of Life.

## Bildgalleri

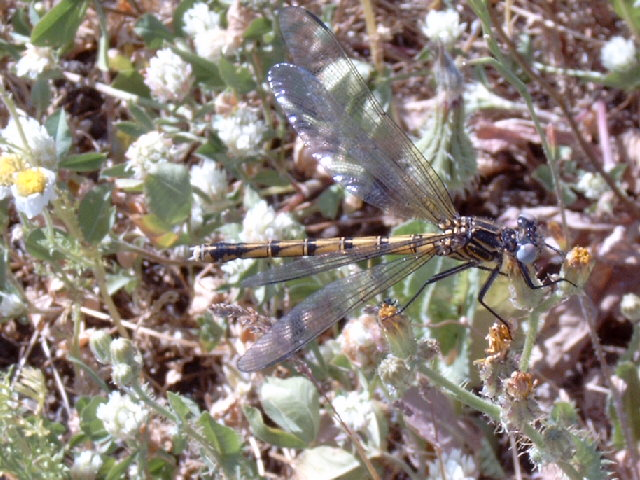
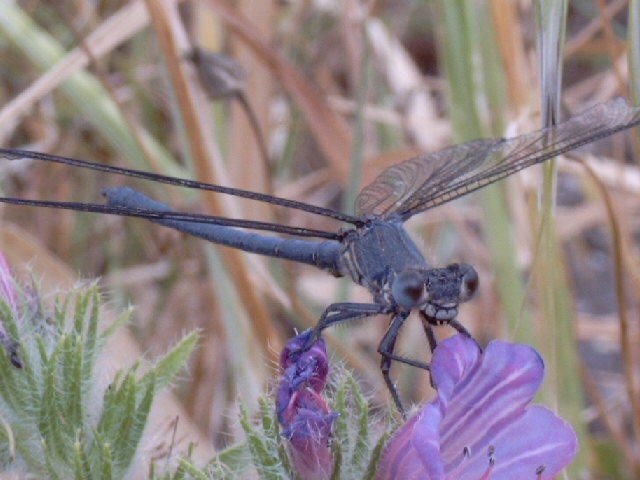